# NGC 5265
NGC 5265 (również PGC 48354) – galaktyka spiralna z poprzeczką (SBcd), znajdująca się w gwiazdozbiorze Psów Gończych. Odkrył ją William Herschel 1 maja 1785 roku. Jest zaliczana do radiogalaktyk.